# ケイド・ポビッチ
- ケイド・ポービッチ

ケイド・ジャッキー・ポビッチ（Cade Jackie Povich, 2000年4月12日 - ）は、 アメリカ合衆国ネバダ州リノ出身のプロ野球選手（投手）。左投左打。MLBのボルチモア・オリオールズ所属。
メディアによっては「ポービッチ」と表記されることもある。

## 経歴

### プロ入りとツインズ傘下時代
2021年のMLBドラフト3巡目（全体98位）でミネソタ・ツインズから指名され、プロ入り。契約後、傘下のルーキー級フロリダ・コンプレックスリーグ・ツインズでプロデビュー。A+級フォートマイヤーズ・マイティマッスルズでもプレーし、2チーム合計で4試合（先発3試合）に登板して防御率0.90、19奪三振を記録した。
2022年、ツインズ傘下ではA+級シーダーラピッズ・カーネルズでプレーした。

### オリオールズ時代
2022年8月2日にホルヘ・ロペスとのトレードで、イェニエル・カノ、フアン・ヌニェス、フアン・ロハスと共にボルチモア・オリオールズへ移籍した。移籍後は傘下のA+級アバディーン・アイアンバーズとAA級ボウイ・ベイソックスでプレーし、移籍前を含めた3チーム合計で24試合（先発23試合）に登板して10勝10敗、防御率4.50、148奪三振を記録した。
2023年はAA級ボウイとAAA級ノーフォーク・タイズでプレーし、2チーム合計で28試合に先発登板して8勝10敗、防御率5.04、171奪三振を記録した。
2024年はAAA級ノーフォークで開幕を迎えた。6月6日にメジャー契約を結んでアクティブ・ロースター入りし、同日のトロント・ブルージェイズ戦にて先発でメジャーデビュー（5.1回を6失点で敗戦投手）。この年メジャーでは16試合に先発登板して3勝9敗、防御率5.20、69奪三振を記録した。

## 選手としての特徴
速球、チェンジアップ、スライダー、カーブ、カッターの5つを駆使し、打者に的を絞らせないピッチングを見せる技巧派左腕である。

## 詳細情報

### 年度別投手成績
| 年 度    | 球 団    | 登 板 | 先 発 | 完 投 | 完 封 | 無 四 球 | 勝 利 | 敗 戦 | セ 丨 ブ | ホ 丨 ル ド | 勝 率 | 打 者 | 投 球 回 | 被 安 打 | 被 本 塁 打 | 与 四 球 | 敬 遠 | 与 死 球 | 奪 三 振 | 暴 投 | ボ 丨 ク | 失 点 | 自 責 点 | 防 御 率 | W H I P |
| -------- | -------- | ----- | ----- | ----- | ----- | -------- | ----- | ----- | -------- | ----------- | ----- | ----- | -------- | -------- | ----------- | -------- | ----- | -------- | -------- | ----- | -------- | ----- | -------- | -------- | ------- |
| 2024     | BAL      | 16    | 16    | 0     | 0     | 0        | 3     | 9     | 0        | 0           | .250  | 352   | 79.2     | 80       | 12          | 34       | 1     | 3        | 69       | 1     | 0        | 49    | 46       | 5.20     | 1.43    |
| MLB：1年 | MLB：1年 | 16    | 16    | 0     | 0     | 0        | 3     | 9     | 0        | 0           | .250  | 352   | 79.2     | 80       | 12          | 34       | 1     | 3        | 69       | 1     | 0        | 49    | 46       | 5.20     | 1.43    |

- 2024年度シーズン終了時

### 年度別守備成績
| 年 度 | 球 団 | 投手（P） | 投手（P） | 投手（P） | 投手（P） | 投手（P） | 投手（P） |
| 年 度 | 球 団 | 試 合     | 刺 殺     | 補 殺     | 失 策     | 併 殺     | 守 備 率  |
| ----- | ----- | --------- | --------- | --------- | --------- | --------- | --------- |
| 2024  | BAL   | 16        | 2         | 9         | 0         | 2         | 1.000     |
| MLB   | MLB   | 16        | 2         | 9         | 0         | 2         | 1.000     |

- 2024年度シーズン終了時

### 背番号
- 37（2024年 - ）